# Euphaedra cooksoni
Euphaedra cooksoni är en fjärilsart som beskrevs av Druce 1905. Euphaedra cooksoni ingår i släktet Euphaedra och familjen praktfjärilar. Inga underarter finns listade i Catalogue of Life.